# Rehoyos
Rehoyos es una localidad española del municipio de Soba, perteneciente a la comunidad autónoma de Cantabria. 

## Geografía
La localidad se encuentra a 465 m s. n. m. y a 4,5 kilómetros de la capital municipal, Veguilla.

## Historia
Hacia mediados del siglo XIX, el lugar, ya por entonces perteneciente a Soba, tenía contabilizada una población de 85 habitantes. Aparece descrito en el decimotercer volumen del Diccionario geográfico-estadístico-histórico de España y sus posesiones de Ultramar de Pascual Madoz con las siguientes palabras:

REHOYOS: l. en la prov. y dióc. de Santander, part. jud. de Ramales, aud. terr. y c. g. de Búrgos, ayunt. del Valle de Sova. sit. á la falda oriental de una sierra; su clima es bastante sano. Tiene 24 casas; escuela de primeras letras dotada con 14 fan. de maiz por los 22 niños de ambos sexos que la frecuentan; igl. parr. (San Martin) servida por un cura de térm. y provision del diocesano en patrimoniales, y 3 fuentes de escasas aguas de que se surte el vecindario. Confina con Fresnedo, Santayana, la Revilla y Pilas. El terreno es de mediana calidad, y le fertilizan algun tanto las aguas del arroyo llamado Rio-miquillo. Los montes se hallan casi completamente destruidos desde la pasada guerra civil. prod.: maiz y pastos; cria ganados y caza de varios animales. Los moradores emigran todos los años casi todos á Soria y Rioja. pobl.: 25 vec., 85 alm. contr.: con el ayunt.
(Madoz, 1849, p. 402)

En 2023, la entidad singular de población tenía empadronados veinte habitantes y el núcleo de población, también veinte.